# NGC 1472
NGC 1472 este o galaxie lenticulară situată în constelația Eridanul. A fost descoperită în 1886 de către Ormond Stone⁠(d). Se află la o distanță de 131,35 de megaparseci de Pământ.